# Осинов, Михаил Святославович
Михаи́л Святосла́вович О́синов (род. 8 октября 1975, Арти, Свердловская область) — российский футболист, полузащитник и футбольный тренер.

## Биография
Начинал карьеру в клубах «Горняк» (Качканар) и «Уралец» (Нижний Тагил).
В Высшей лиге России дебютировал 2 марта 1996 года за «Уралмаш» в Москве в матче 1-го тура против столичного «Торпедо». В том сезоне в составе клуба из Екатеринбурга выходил на поле в 33 матчах чемпионата из 34. В 1997 году играл в Первой лиге, куда вылетел «Уралмаш». Там падение команды продолжилось, она не смогла удержаться от выбывания уже во Вторую лигу, а Осинов перебрался в волгоградский «Ротор», успев перед этим ненадолго отлучиться за границу, где сыграл два контрольных матча за голландскую «Роду», и провести 9 матчей за «Маккаби» (Тель-Авив) в чемпионате Израиля.
С 2001 года по 2009 год выступал за «Ростов», причём «Ростсельмаш» расплатился с президентом ФК «Ротор» Владимиром Горюновым за футболиста комбайном, по некоторым данным — тремя, которые были переданы совхозу «Ротор» в Киквидзенском районе Волгоградской области. С 2004 года на протяжении пяти сезонов был капитаном. В команде из Ростова-на-Дону ему довелось вылететь из Высшего дивизиона/Премьер-лиги во второй раз, это произошло в 2007 году (тогда же Осинов был близок к переходу в казанский «Рубин», он даже подписал с ним контракт), но на следующий год команда вместе с футболистом, забившим 16 голов в 39 матчах первенства-2008, вернулась. За свою преданность клубу стал любимцем ростовских болельщиков. Последний матч за «Ростов» провёл против краснодарской «Кубани» 19 сентября 2009 года. 10 января 2010 года на правах свободного агента перешёл в екатеринбургский «Урал».
11 сентября 2011 года в матче новочеркасского ФК «МИТОС» против геленджикской «Олимпии» уже на второй секунде забил гол, который, по предположению британского таблоида The Sun, мог оказаться самым быстрым в истории футбола.
В 90-е годы вызывался в молодёжную сборную России под руководством Гершковича.
В 2012 году завершил профессиональную карьеру, с 2013 года выступал в первенстве Ростовской области. В любительской команде «ТПФ» играл вместе с ранее известный по выступлениям за сборную России Романом Адамовым.
В декабре 2012 года был заявлен за любительскую мини-футбольную команду «Аквамастер».
Рекордсмен «Ростова» по количеству проведённых игр в чемпионате России — 183. Всего в чемпионате России (за все клубы) Осинов сыграл в 308 матчах (13-е место среди всех игроков), забил 45 голов.
Сын Михаил (2000 г. р.) также футболист.

## Достижения
- Победитель первого дивизиона первенства России 2008
- Финалист Кубка России: 2002/03
- В чемпионате России 2006 лучший бомбардир ФК «Ростов» — 12 голов
- Лучший игрок и лучший полузащитник первого дивизиона первенства России 2008